# Richard Rodgers Theatre
Le Richard Rodgers Theatre est un théâtre de Broadway situé au 226 West 46th Street dans le Theater District, dans le centre de Manhattan, à New York (États-Unis). Le théâtre a été construit par Irwin Chanin en 1925 et s'appelait à l'origine le Chanin's 46th Street Theatre. Chanin l'a presque immédiatement loué aux Shubert, qui ont acheté le bâtiment en 1931 et l'ont rebaptisé 46th Street Theatre. En 1945, le théâtre est repris par Robert W. Dowling. En 1960, il a été acheté par le producteur Lester Osterman, qui l'a vendu aux producteurs Stephen R. Friedman et Irwin Meyer en 1978. En 1981, la Nederlander Organisation a acheté et rénové le lieu et en 1990 a renommé la maison en l'honneur du compositeur Richard Rodgers.
Le théâtre a accueilli 11 pièces et comédies musicales ayant obtenu des Tony Awards. Un record parmi les théâtres de Broadway.

## Architecture
Le Richard Rodgers Theatre a été le premier à présenter le plan de salle «démocratique» de Chanin. Dans la plupart des anciens théâtres de Broadway, les spectateurs assis dans aux balcons et mezzanine moins chères utilisaient des entrées distinctes des clients qui avaient acheté les sièges de section d'orchestre les plus chers. Au lieu de cela, tous les clients entrent dans le théâtre par les mêmes portes et une série de marches à l'intérieur conduit aux sièges supérieurs.

## Représentations notables

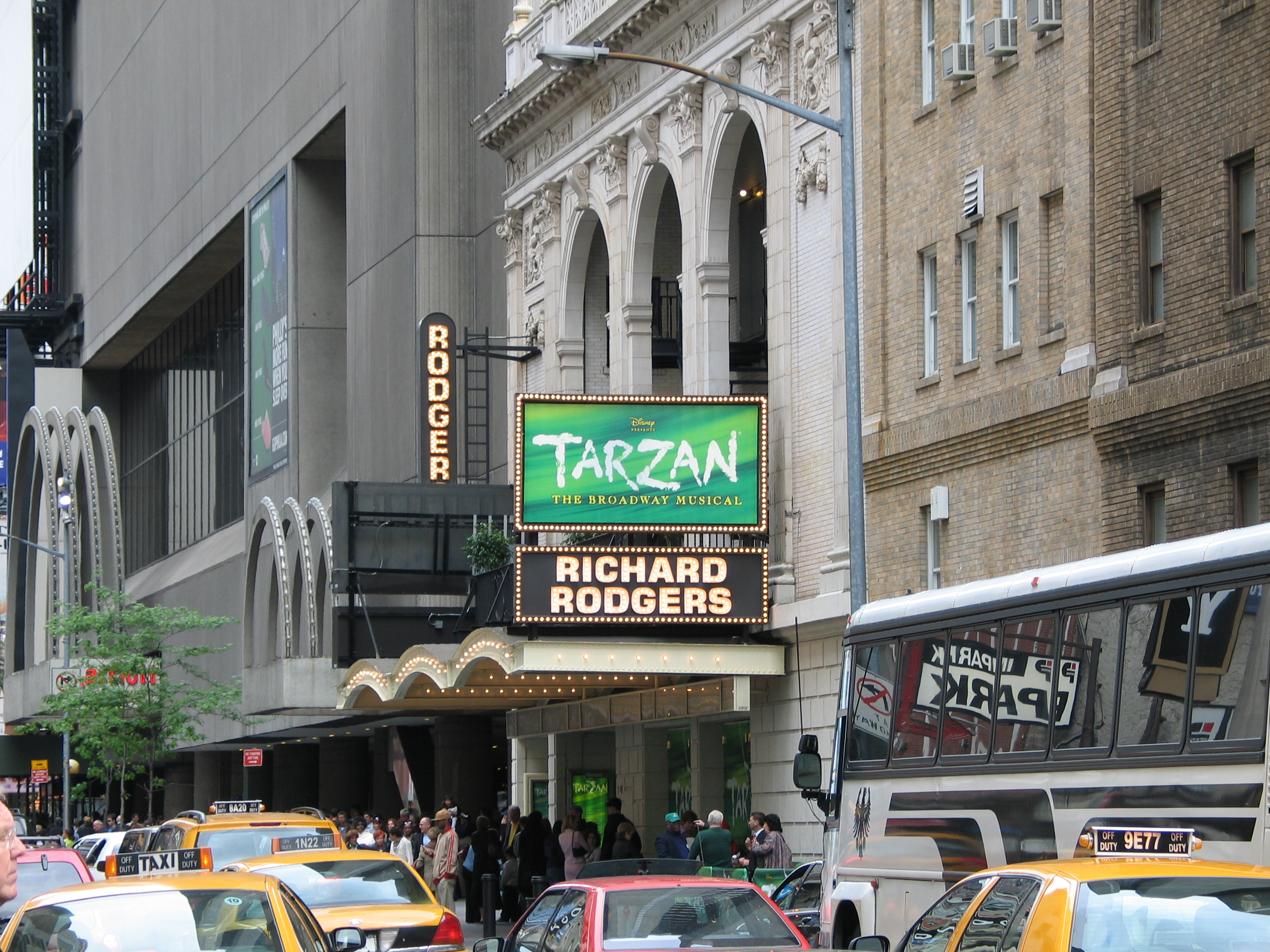
Tarzan à l'affiche en 2006.

- 1925 : The Greenwich Village Follies
- 1926 : Is Zat So?
- 1927 : Good News
- 1939 : Du Barry Was a Lady
- 1945 : Dark of the Moon
- 1947 : Finian's Rainbow
- 1950 : Guys and Dolls
- 1954 : Ondine
- 1954 : The Bad Seed
- 1955 : Damn Yankees
- 1959 : Redhead
- 1961 : Donnybrook!
- 1961 : How to Succeed in Business Without Really Trying
- 1969 : 1776
- 1973 : Raisin
- 1975 : Chicago
- 1978 : The Best Little Whorehouse in Texas
- 1982 : Nine
- 1987 : Fences
- 1991 : Lost in Yonkers
- 1995 : How to Succeed in Business Without Really Trying
- 1996 : Chicago
- 1997 : Steel Pier
- 1997 : Side Show
- 1998 : Footloose
- 2000 : Seussical
- 2002 : Private Lives
- 2001 : 45 Seconds From Broadway
- 2006 : Tarzan
- 2007 : Cyrano de Bergerac
- 2008 : In the Heights
- 2011 : Bengal Tiger at the Baghdad Zoo
- 2012 : Porgy and Bess
- 2013 : Cat on a Hot Tin Roof
- 2013 : The Rascals: Once Upon a Dream
- 2013 : Romeo and Juliet
- 2014 : If/Then
- 2015 : Hamilton